# تي-62
تي-62 دبابة قتال رئيسية سوفيتية محدثة عن الدبابة السوفيتية تي-55 ، دخلت التي-62 الخدمة في الجيش السوفيتي سنة 1961، يتألف طاقم الدبابة من 4 أفراد آمر وسائق ومدفعي وسادن وهي مسلحة بمدفع رئيسي عيار 115 ملم ورشاش آلي عيار 7.62، تبلغ وزن الدبابة 40 طن فيما تبلغ سرعتها القصوى 50 كم/س بالطريق المعبد وقد زودت بمحرك ديزل بقوة 581 حصان.
صنعت في الاتحاد السوفيتي بين عامي (1961-1979) وفي تشيكوسلوفاكيا(1975-1978) وفي كوريا الشمالية في الثمانينات. المصنع الرئيسي للدبابة مصنع (اورالفجونرافود) في الاتحاد السوفييتي.

## المستخدمون الحاليون
- سوريا 2000 دبابة في الخدمة
- كوريا الشمالية قرابة 1800 دبابة
- الجزائر 1400 مصنفة كدبابات صف ثاني
- مصر 500 دبابة مؤكدة في الخدمة
- كوبا 380 دبابة مؤكدة في الخدمة
- منغوليا 250 دبابة مؤكدة في الخدمة
- فيتنام 200 دبابة في الخدمة
- ليبيا 200 دبابة
- أوزبكستان 170 دبابة في الخدمة
- إثيوبيا 100 دبابة مؤكدة في الخدمة
- إيران 50 دبابة مؤكدة في الخدمة
- كازاخستان 65 دبابة مؤكدة في الخدمة
- السعودية40 دبابة تدريب
- أنغولا 18 دبابة مؤكدة في الخدمة
- العراق
- إرتريا

## المستخدمون السابقون
- الاتحاد السوفيتي
- طاجيكستان
- تركمانستان
- الولايات المتحدة عدد محدود للتدريب في الثمانينيات.

## الحروب
- حرب الحدود الصينية السوفييتية (1969).
- حرب أكتوبر.
- الحرب الاهلية الإثيوبية.
- حرب الصحراء الغربية.
- الحرب الاهلية الانغولية.
- الحرب الليبية التشادية.
- الحرب السوفييتية في أفغانستان.
- الحرب العراقية الإيرانية.
- الحرب الاهلية اللبنانية.
- الحرب الاهلية الجورجية.
- الحرب الروسية الجورجية عام 2008.
- حرب الخليج الثانية.
- الحرب الاهلية الطاجيكية.
- حرب الشيشان الأولى.
- حرب الشيشان الثانية.
- غزو العراق 2003.
- الثورة الليبية عام 2011.
- حرب سوريا (2011-إلى الآن).